# Darnell Howard
Darnell Howard (* 25. Juli 1905 in Chicago; † 2. September 1966 in San Francisco) war ein US-amerikanischer Klarinettist, Violinist und Jazz-Altsaxophonist des New Orleans Jazz.
Darnell Howard war der Sohn von Musikern und spielte schon mit sieben Jahren Violine und lernte später auch Klarinette und Saxophon. Noch auf der Schule 1912 begann er professionell als Musiker zu spielen. 1913 bis 1916 war er im Ginger Orchestra von John H. Wickcliffe, ging 1917 nach New York City und spielte 1919 Violine bei W. C. Handy in Memphis (Tennessee), mit dem er auch aufnahm. 1921 war er bei Charles Elgar und 1923 war er bei James P. Johnson und kam mit dessen Plantation Days-Revue nach Europa. 1924 war er wieder in Europa mit den Singing Syncopators. Nach dieser Tournee ging er nach Chicago, um 1925/26 bei King Oliver in dessen Dixie Syncopators zu spielen. Außerdem spielte er mit Carroll Dickerson und Erskine Tate und war in Shanghai mit den New York Singing Syncopators (er spielte dort auch mit Teddy Weatherford). 1928 war er bei den Dixielanders von Jimmy Wade und hatte ein eigenes Quartett. 1929/30 war er bei Dave Peyton. Von 1931 bis 1937 war Howard Mitglied des Earl Hines Orchesters. Hier spielte er hauptsächlich Klarinette (Wolverine Blues, Darkness, 1934), jedoch auch Altsaxophon und Violine (beeinflusst von Eddie South). Außerdem nahm er in dieser Zeit Schallplatten mit Jimmy Blythe (1931), Roy Palmer und unter eigenem Namen auf (1932).  
1941 war er kurz bei Fletcher Henderson und Coleman Hawkins und leitete 1943 bis 1945 eine eigene Band in Chicago. 1945 war er in Kalifornien mit Kid Ory (Weary Blues, Maple Leaf Rag, Down Home Rag, 1944), war dann wieder in Chicago, wo er unter anderem mit Doc Evans spielte. 1948 bis 1952 war er bei Muggsy Spanier in Kalifornien. Er spielte dann kurz mit Bob Scobey und Jimmy Archey und war dann 1955 bis 1962 in der Dixieland-Band von Earl Hines in San Francisco, den er aus Krankheitsgründen verließ. Außerdem nahm er Schallplatten mit Don Ewell (1956/7), Baby Dodds, Miff Mole und Barbara Dane auf. 1966 erkrankte er während einer Europatournee der New Orleans All-Stars und verstarb wenige Monate später in San Francisco.
Howards Klarinettenspiel ist stark von Jimmie Noone beeinflusst. Er nahm nur einmal unter eigenem Namen auf, 1950 in San Francisco mit seinen Frisco Footwarmers (der Band von Bob Scobey, der auch mitspielte).